# 延命寺 (吉川市)
延命寺（えんめいじ）は、埼玉県吉川市にある真言宗智山派の寺院。

## 歴史
1295年（永仁3年）、清仙によって開山された。かつては仁和寺の末寺であったが、現在は智積院の末寺となっている。
1648年（慶安元年）、江戸幕府より「古刹保存」の名目で寺領10石が与えられるとともに、寺紋として三つ葉葵を用いることが許された。
同市の密厳院と三郷市の円明院とともに「古利根川辺三か寺」と称されている。

## 文化財
- 十三仏種子板碑（吉川市指定史跡 昭和57年4月1日指定）[2]
- 六字名号板碑（吉川市指定史跡 昭和57年4月1日指定）[2]

## 交通アクセス
- 吉川駅より徒歩16分。